# Penisola di Mangyshlak
La penisola di Mangyshlak o Mangghyshlaq (kazako: Маңғыстау; in russo Мангышла́к?, Mangyšlak) è una vasta penisola situata nella parte occidentale del Kazakistan. Confina con il mar Caspio ad ovest e con la penisola di Buzachi, una propaggine paludosa della penisola principale, a nord-est. Le isole Tyuleniy si trovano al largo delle sue coste settentrionali.
L'area è ricoperta da deserto e semi-deserto e presenta un clima rigorosamente continentale arido. Nella penisola non vi sono fiumi né sorgenti di acqua dolce. Geologicamente la penisola di Mangyshlak è parte dell'altopiano di Ustyurt. Nel suo settore settentrionale la penisola è attraversata da tre catene montuose, quelle dei monti Aktau settentrionali e meridionali e dei monti Mangystau, dove è situato il punto più elevato della penisola (555 m). Dal punto di vista amministrativo la penisola appartiene alla regione di Mangghystau. La città più grande, nonché capitale della regione, è Aktau (già nota come Shevchenko).
In passato la penisola era nota anche come Sīyāhkūh (persiano: سیاهکوه), che significa «montagna nera» in persiano. La penisola venne strappata ai calmucchi nel 1639 e cartografata da Fedor Ivanovich Soimonov, che esplorò la regione del Caspio tra il 1719 e il 1727